# Định lý Sylow
Trong toán học, đặc biệt là trong lĩnh vực lý thuyết nhóm hữu hạn, định lý Sylow là một nhóm các định lý được đặt tên theo nhà toán học Na Uy Ludwig Sylow vào năm 1872. Các định lý này đưa ra thông tin chi tiết về số nhóm con có cấp cố định được chứa trong một nhóm hữu hạn cho trước. Các định lý Sylow hình thành một phần cơ bản của lý thuyết nhóm hữu hạn và có ứng dụng rất quan trọng trong việc phân loại nhóm đơn hữu hạn.
Với một số nguyên tố p, một p-nhóm con Sylow của một nhóm G là một p-nhóm con cực đại của G, nói cách khác, một nhóm con của G là một p-nhóm (tức là cấp của mọi phần tử trong nhóm con này đều là một lũy thừa của p), và nó không phải là nhóm con thực sự của bất kì p-nhóm con nào khác của G. Tập hợp tất cả các p-nhóm con Sylow với một số nguyên tố p cho trước đôi khi được ký hiệu là {\displaystyle {\mathrm {Syl} }_{p}(G)}.
Các định lý Sylow khẳng định một phần ngược lại với định lý Lagrange. Định lý Lagrange phát biểu rằng nếu H là một nhóm con của nhóm hữu hạn G thì cấp của |H| là một ước của cấp của |G|. Với một ước nguyên tố bất kì p của cấp của nhóm hữu hạn G, tồn tại một p-nhóm con Sylow của G. Cấp của p-nhóm con Sylow của một nhóm hữu hạn G bằng {\displaystyle p^{n}}, với n là cấp của p trong cấp của G, và mỗi nhóm con bới cấp {\displaystyle p^{n}} đều là một p-nhóm con Sylow của G.

## Các định lý Sylow
Các định lý sau đây được đưa ra và chứng minh đầu tiên bới Ludwig Sylow vào năm 1872, và được công bố trên tạp chí Mathematische Annalen.
Định lý 1: Với mọi ước nguyên tố p với cấp n của cấp của một nhóm hữu hạn G, tồn tại một p-nhóm con Sylow của G với cấp {\displaystyle p^{n}}.
Hệ quả sau của định lý 1 được chứng minh đầu tiên bởi Cauchy, còn được biết dưới tên định lý Cauchy.
Hệ quả: Cho một nhóm hữu hạn G và một số nguyên tố p chia hết cấp của G, khi đó tồn tại một phần tử (và một nhóm con cyclic) có cấp p trong G.
Định lý 2: Cho một nhóm hữu hạn G và một số nguyên tố p, mọi p-nhóm con Sylow của G đều liên hợp với nhau, nói cách khác, nếu H và K là các p-nhóm con Sylow của G thì tồn tại một phần tử g của G sao cho {\displaystyle g^{-1}Hg=K}.
Định lý 3: Cho p là một ước nguyên tố với cấp n của cấp của nhóm hữu hạn G, khi đó cấp của G có thể được viết dưới dạng {\displaystyle p^{n}m}, với {\displaystyle n>0} và p nguyên tố cùng nhau với m. Đặt {\displaystyle n_{p}} là số các p-nhóm con Sylow của G. Khi đó ta có
- {\displaystyle n_{p}} chia hết m là chỉ số của p-nhóm con Sylow của G.
- {\displaystyle n_{p}\equiv 1{\pmod {p}}}.
- {\displaystyle n_{p}=|G:N_{G}(P)|}, với P là một p-nhóm con Sylow bất kì của G và {\displaystyle N_{G}(P)} là nhóm con chuẩn hóa của P trong G.

### Các hệ quả
Các định lý Sylow chỉ ra rằng với mỗi số nguyên tố p, mọi p-nhóm con Sylow có cùng cấp là {\displaystyle p^{n}}. Ngược lại, nếu một nhóm con có cấp {\displaystyle p^{n}} thì nó là p-nhóm con Sylow, và do đó đẳng cấu với mọi p-nhóm con Sylow khác. Theo điều kiện cực đại, nếu H là một p-nhóm con bất kì của G thì H là một nhóm con của một p-nhóm con Sylow nào đó.
Một hệ quả rất quan trọng của định lý 3 là điều kiện {\displaystyle n_{p}\equiv 1{\pmod {p}}} tương đương với việc các p-nhóm con Sylow đều là nhóm con chuẩn tắc (tồn tại nhóm có nhóm con chuẩn tắc nhưng không có nhóm con Sylow, ví dụ như nhóm đối xứng {\displaystyle S_{4}}).

### Các định lý Sylow cho nhóm vô hạn
Có một sự tương tự của các định lý Sylow cho các nhóm vô hạn. Ta xác định một p-nhóm con Sylow của một nhóm hữu hạn là một p-nhóm con cực đại và chứa mọi p-nhóm con khác của nhóm ban đầu trong nó. Nhóm con này tồn tại theo bổ đề Zorn.
Định lý: Nếu K là một p-nhóm con Sylow của nhóm vô hạn G, và {\displaystyle n_{p}=|\mathrm {Cl} (K)|} hữu hạn, khi đó mọi p-nhóm con Sylow đều liên hợp với K và {\displaystyle n_{p}\equiv 1{\pmod {p}}}, trong đó {\displaystyle \mathrm {Cl} (K)} ký hiệu lớp liên hợp của K.

## Các ví dụ

Trong nhóm, mọi phép đối xứng trục đều liên hợp với nhau, điều này được phản ánh qua các 2-nhóm con Sylow.

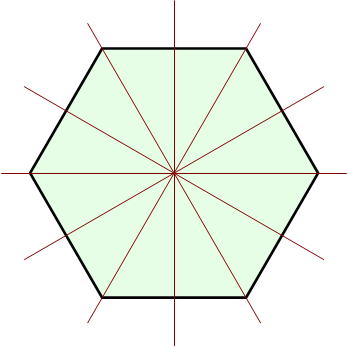
Trong nhóm, các phép đối xứng trục không còn tương ứng với các nhóm con Sylow, và được chia thành hai lớp liên hợp.

Một minh họa đơn giản cho các nhóm con Sylow và các định lý Sylow là nhóm dihedral {\displaystyle D_{2n}} của đa giác đều {\displaystyle n} cạnh. Với {\displaystyle n} lẻ, 2 là lũy thừa cao nhất của 2 chia hết cấp của nhóm, và vì vậy, các nhóm con cấp 2 là nhóm con Sylow. Chúng là các nhóm con sinh bởi một phép đối xứng trục, có tất cả {\displaystyle n} nhóm như thế và chúng liên hợp với nhau bởi các phép quay.
Ngược lại, nếu {\displaystyle n} chẵn thì 4 chia hết cấp của nhóm, và các nhóm con trên không còn là nhóm con Sylow. Trên thực tế, chúng chia thành hai lớp liên hợp, tùy theo trục đối xứng đi qua hai đỉnh hoặc hai cạnh. Chúng được liên hệ với nhau bởi một phép tự đẳng cấu ngoài, có thể được biểu diễn bởi một phép quay góc {\displaystyle \pi /n}.

## Ứng dụng

### Nhóm cyclic
Tồn tại những số tự nhiên n sao cho mọi nhóm con với cấp n đều cyclic. Ta có thể chứng minh được rằng {\displaystyle n=15} là một số như thế bằng cách sử dụng các định lý Sylow: Giả sử G là một nhóm cấp {\displaystyle 15=3\times 5} và {\displaystyle n_{3},n_{5}} lần lượt là số các 3-nhóm con Sylow và 5-nhóm con Sylow. Ta có {\displaystyle n_{3}\mid 5} và {\displaystyle n_{3}\equiv 1{\pmod {5}}}, suy ra {\displaystyle n_{3}} phải bằng 1, và do đó 3-nhóm con Sylow duy nhất này là nhóm con chuẩn tắc. Tương tự, ta cũng có duy nhất một 5-nhóm con Sylow chuẩn tắc. Vì 3 và 5 là hai số nguyên tố cùng nhau, giao của hai nhóm con Sylow này là tầm thường. Vì vậy, G phải là tích trực tiếp của hai nhóm con Sylow, cũng là hai nhóm con cyclic. Từ đó suy ra G phải là nhóm cyclic. Do đó, tồn tại duy nhất một nhóm cấp 15, là nhóm cyclic {\displaystyle \mathbb {Z} /15\mathbb {Z} } (chính xác tới đẳng cấu).

### Các nhóm với cấp nhỏ không phải là nhóm đơn
Trong mục này, ta sẽ khảo sát tính tồn tại của các nhóm đơn với cấp "nhỏ".
Nếu {\displaystyle G} là nhóm đơn và {\displaystyle |G|=30=2\cdot 3\cdot 5} thì {\displaystyle n_{3}} phải là ước của 10, và {\displaystyle n_{3}\equiv 1{\pmod {3}}}. Từ đó suy ra {\displaystyle n_{3}=10}, vì {\displaystyle 2,5\not \equiv 1{\pmod {3}}} và nếu {\displaystyle n_{3}=1} thì {\displaystyle G} có nhóm con chuẩn tắc cấp 3 (là 3-nhóm con Sylow duy nhất của nó), vì vậy {\displaystyle G} không thể là nhóm đơn. Do đó, {\displaystyle G} có 10 nhóm con cấp 3 phân biệt, các nhóm con này đôi một có chung một phần tử duy nhất là {\displaystyle e} (phần tử đơn vị) và mỗi nhóm con chứa hai phần tử cấp 3. Suy ra {\displaystyle G} có ít nhất 20 phần tử cấp 3. Tương tự, ta có {\displaystyle n_{5}=6} và {\displaystyle G} chứa ít nhất {\displaystyle 6\cdot (5-1)=24} phần tử cấp 5. Như vậy thì tổng số phần tử cấp 3 và cấp 5 ít nhất là {\displaystyle 20+24=44>30=|G|}, điều này không thể xảy ra. Vì vậy không tồn tại nhóm đơn cấp 30.
Tiếp theo, ta xét nhóm {\displaystyle G} với cấp {\displaystyle 42=2\cdot 3\cdot 7}. Ta có {\displaystyle n_{7}\mid 6} và {\displaystyle n_{7}\equiv 1{\pmod {7}}}. Do đó {\displaystyle n_{7}=1} và vì vậy, {\displaystyle G} không thể là nhóm đơn.
Mặt khác, xét nhóm {\displaystyle G} với {\displaystyle |G|=60=2^{2}\cdot 3\cdot 5}, khi đó ta tìm được {\displaystyle n_{3}=10} và {\displaystyle n_{5}=6}. Trên thực tế, nhóm đơn nhỏ nhất mà không phải là nhóm cyclic là {\displaystyle A_{5}}, nhóm thay phiên trên 5 phần tử. Cấp của {\displaystyle A_{5}} bằng {\displaystyle 5!/2=60} và nó chứa 24 phép thế cấp 5 và 20 phép thế cấp 3.

### Chứng minh
- Casadio, Giuseppina; Zappa, Guido (1990), "History of the Sylow theorem and its proofs", Boll. Storia Sci. Mat. (bằng tiếng Ý), 10 (1): 29–75, ISSN 0392-4432, MR 1096350, Zbl 0721.01008
- Gow, Rod (1994), "Sylow's proof of Sylow's theorem", Irish Math. Soc. Bull. (33): 55–63, ISSN 0791-5578, MR 1313412, Zbl 0829.01011
- Kammüller, Florian; Paulson, Lawrence C. (1999), "A formal proof of Sylow's theorem. An experiment in abstract algebra with Isabelle HOL" (PDF), J. Automat. Reason., 23 (3): 235–264, doi:10.1023/A:1006269330992, ISSN 0168-7433, MR 1721912, Zbl 0943.68149, Bản gốc (PDF) lưu trữ ngày 3 tháng 1 năm 2006, truy cập ngày 30 tháng 7 năm 2013
- Meo, M. (2004), "The mathematical life of Cauchy's group theorem", Historia Math., 31 (2): 196–221, doi:10.1016/S0315-0860(03)00003-X, ISSN 0315-0860, MR 2055642, Zbl 1065.01009
- Scharlau, Winfried (1988), "Die Entdeckung der Sylow-Sätze", Historia Math. (bằng tiếng Đức), 15 (1): 40–52, doi:10.1016/0315-0860(88)90048-1, ISSN 0315-0860, MR 0931678, Zbl 0637.01006
- Waterhouse, William C. (1980), "The early proofs of Sylow's theorem", Arch. Hist. Exact Sci., 21 (3): 279–290, doi:10.1007/BF00327877, ISSN 0003-9519, MR 0575718, Zbl 0436.01006
- Wielandt, Helmut [bằng tiếng Đức] (1959), "Ein Beweis für die Existenz der Sylowgruppen", Arch. Math. (bằng tiếng Đức), 10 (1): 401–402, doi:10.1007/BF01240818, ISSN 0003-9268, MR 0147529, Zbl 0092.02403

### Thuật toán
- Butler, G. (1991), Fundamental Algorithms for Permutation Groups, Lecture Notes in Computer Science, quyển 559, Berlin, New York: Springer-Verlag, doi:10.1007/3-540-54955-2, ISBN 978-3-540-54955-0, MR 1225579, Zbl 0785.20001
- Cannon, John J. (1971), "Computing local structure of large finite groups", Computers in Algebra and Number Theory (Proc. SIAM-AMS Sympos. Appl. Math., New York, 1970), SIAM-AMS Proc., quyển 4, Providence, RI: AMS, tr. 161–176, ISSN 0160-7634, MR 0367027, Zbl 0253.20027
- Kantor, William M. (1985a), "Polynomial-time algorithms for finding elements of prime order and Sylow subgroups", J. Algorithms, 6 (4): 478–514, doi:10.1016/0196-6774(85)90029-X, ISSN 0196-6774, MR 0813589, Zbl 0604.20001
- Kantor, William M. (1985b), "Sylow's theorem in polynomial time", J. Comput. System Sci., 30 (3): 359–394, doi:10.1016/0022-0000(85)90052-2, ISSN 1090-2724, MR 0805654, Zbl 0573.20022
- Kantor, William M.; Taylor, Donald E. (1988), "Polynomial-time versions of Sylow's theorem", J. Algorithms, 9 (1): 1–17, doi:10.1016/0196-6774(88)90002-8, ISSN 0196-6774, MR 0925595, Zbl 0642.20019
- Kantor, William M. (1990), "Finding Sylow normalizers in polynomial time", J. Algorithms, 11 (4): 523–563, doi:10.1016/0196-6774(90)90009-4, ISSN 0196-6774, MR 1079450, Zbl 0731.20005
- Seress, Ákos (2003), Permutation Group Algorithms, Cambridge Tracts in Mathematics, quyển 152, Cambridge University Press, ISBN 978-0-521-66103-4, MR 1970241, Zbl 1028.20002